# Maisie Ward
Mary Josephine Ward, detta Maisie (Shanklin, 4 gennaio 1889 – Jersey City, 28 gennaio 1975), è stata una scrittrice e editrice inglese.
Nel 1926, assieme al marito Frank Sheed, fondò a Londra la casa editrice Sheed & Ward.
Animata da una viva fede cattolica, scrisse svariati libri legati a temi religiosi. Fu autrice di biografie di Gilbert Keith Chesterton (che conobbe personalmente), del cardinale Newman e di Robert Browning.
Il figlio di Maisie e Frank, Wilfrid Sheed, divenne anch'egli uno scrittore.